# Juno (film)
A Juno egy 2007-es amerikai vígjáték Jason Reitman rendezésében és Diablo Cody forgatókönyvéből. Elliot Page játssza a címszerepet (a stáblistán Ellen Page néven szerepel), egy csípős nyelvű tizenéves lányt, aki nem tervezett terhességgel szembesül.
A filmet négy Oscar-díjra jelölték, köztük a legjobb film díjára; végül a legjobb eredeti forgatókönyvnek járó aranyszoborral tüntették ki. A Juno költségvetése tíz millió dollár alatt volt, s csak az észak-amerikai jegypénztáraknál ennek több mint tizennyolcszorosát hozta vissza.

## Szereplők
| Karakter       | Színész         | Magyar hang (2008) |
| -------------- | --------------- | ------------------ |
| Juno MacGuff   | Elliot Page     | Bogdányi Titanilla |
| Paulie Bleeker | Michael Cera    | Molnár Levente     |
| Vanessa Loring | Jennifer Garner | Kisfalvi Krisztina |
| Mark Loring    | Jason Bateman   | Tóth Roland        |
| Bren MacGuff   | Allison Janney  | Molnár Zsuzsa      |
| Mac MacGuff    | J.K. Simmons    | Barbinek Péter     |
| Leah           | Olivia Thirlby  | Dögei Éva          |
| Gerta Rauss    | Eileen Pedde    |                    |
| Rollo          | Rainn Wilson    |                    |
| Steve Rendazo  | Daniel Clark    |                    |

## Történet
A 16 éves minnesotai középiskolás lány, Juno MacGuff felfedezi, hogy kilenc hetes terhes legjobb barátjától és régi csodálójától, Paulie Bleekertől. Bár először az abortusz mellett dönt, az utolsó pillanatban hallgat a szívére, s elhatározza, hogy megszüli a gyereket és örökbeadja. Barátnője, Leah segítségével átnéz egy hirdetőújságot, ahol rábukkan a tökéletes párra és a megfelelő otthonra. Apjával, Mackel együtt Juno ellátogat a Loring házaspárhoz, Markhoz és Vanessához, s véglegesítik a zárt örökbefogadást. Egy korábbi alkalommal a felajánló anya az utolsó pillanatban meggondolta magát, így Vanessát eleinte aggodalom és bizonytalanság gyötri.
Juno rövidesen barátságot köt Markkal, akivel közös érdeklődést mutatnak a rockzene, a horrorfilm és a popkultúra terén. A reklámzene-szerzőként tevékenykedő Mark, akinek rockbandás múltja most néhány dobozba van elzárva egy a felesége által biztosított saját szobában, félretette minden fiatalkori álmát, hogy konzervatív életet éljen Vanessával, akinek minden vágya, hogy anya lehessen.
Múlnak a hónapok, s Juno egyre inkább azon veszi észre magát, hogy a Paulie iránti érzései felszínre törnek benne, aki nem titkoltan, noha passzívan szerelmes a lányba. Juno közömbös hozzáállást tanúsít kettejük kapcsolatában, ám mikor megtudja, hogy Paulie elhívott egy másik lányt az általa amúgy nevetségesnek tartott bálba, sértődötten vonja kérdőre. Paulie emlékezteti rá, hogy korábban a lány elutasította kapcsolatuk elmélyítését, amivel összetörte a szívét.
Nem sokkal az esedékes szülés előtt Juno újra meglátogatja Markot, aki elárulja, hogy elhagyja Vanessát. A nő éppen ekkor ér haza, s vitába keveredik férjével, aki szerint rossz az időzítés a gyermekvállalásra. Látva házasságuk felbomlását, Juno elviharzik és sírva fakad, de végül visszahajt a Loring-házhoz, s egy üzenetet hagy ott Vanessának címezve.
Egy az apjával való őszinte beszélgetés után Juno elfogadja érzéseit Paulie iránt, s fel is fedi a fiú előtt. Később, futóversenye végén Paulie nem látja a lelátón Junót, s rögtön tudja, hogy a kórházba kell mennie. Vigaszt nyújt a pityergő lánynak, s mindketten úgy határoznak, hogy nem nézik meg az újszülöttet, hiszen igazából nem is az övék. Vanessa egyedül érkezik, s leírhatatlan boldogsággal veszi karjaiba a csecsemőt. Egyedülálló anyaként adoptálja, Juno üzenetét pedig bekeretezve kiakasztja a babaszoba falára: „Vanessa, ha te még benne vagy, én is benne vagyok. Juno.”
Valamivel később Juno és Paulie az utcájukban együtt gitároznak és énekelnek, amit egy csók követ.

## Filmzene
A filmzenealbumon hallhatók dalok a Belle & Sebastian indie pop-bandától, a Mott the Hoople-tól, Barry Louis Polisartól, Kimya Dawson anti-folk énekes-dalírótól, Dawson korábbi együttesétől, a The Moldy Peachestől, a The Kinkstől, Cat Powertől és a The Velvet Undergroundtól. Ezeken felül azon rockdalok is szerepelnek a lemezen, amiket a filmben Juno és Mark hallgat.
A válogatás jó fogadtatásra talált mind a kritikusok, mind a mozinézők körében; váratlanul magas eladási adatokat produkált, az USA heti legkelendőbb albuma lett nem sokkal a megjelenését követően. Hazájában aranylemez lett, ami ott félmillió eladott példányt jelent.

## Fogadtatás
A filmet elsöprő kritikai éljenzés kísérte; 2008. március végével bezárólag a Rotten Tomatoes oldalán a vélemények 93%-a pozitív visszajelzést takar. Roger Ebert, a Chicago Sun-Times munkatársa 2007 legjobb filmjének kiáltotta ki a Junót, a főszereplő színésznőről pedig így írt: „Volt idén jobb alakítás Ellen Page Juno-beli szerepformálásánál? Én nem hiszem.”

### Box office
A film 7,5 millió, más források szerint 6,5 millió dollárból készült, s az Amerikai Egyesült Államokban és Kanadában 2007. decemberi limitált, majd később országos bemutatója óta több mint 140 millió dollárt keresett. A világ többi részén 2008 március végéig további 70 millióval gyarapodott, így összbevétele meghaladja a 213 millió dollárt.

### Jelentősebb díjak és jelölések
| Díj              | Kategória                            | Jelöltek                                     | Nyert-e? |
| ---------------- | ------------------------------------ | -------------------------------------------- | -------- |
| Oscar-díj        | legjobb film                         | Lianne Halfon, Mason Novick és Russell Smith |          |
| Oscar-díj        | legjobb rendezés                     | Jason Reitman                                |          |
| Oscar-díj        | legjobb színésznő                    | Elliot Page (Ellen Page néven)               |          |
| Oscar-díj        | legjobb eredeti forgatókönyv         | Diablo Cody                                  |          |
|                  |                                      |                                              |          |
| Golden Globe-díj | legjobb film (vígjáték/musical)      |                                              |          |
| Golden Globe-díj | legjobb színésznő (vígjáték/musical) | Elliot Page                                  |          |
| Golden Globe-díj | legjobb forgatókönyv                 | Diablo Cody                                  |          |
|                  |                                      |                                              |          |
| BAFTA-díj        | legjobb színésznő                    | Elliot Page                                  |          |
| BAFTA-díj        | legjobb eredeti forgatókönyv         | Diablo Cody                                  |          |

A film további 36 díjat nyert el különböző kritikusi és szakmai szervezetektől.